# 寇洛
寇洛（487年—539年），上谷昌平人。北魏军事人物，官至侍中，京兆郡公，谥武。

## 生平
寇洛的家族世代為將吏。父延壽，和平年间，以良家子的身份鎮守武川，因此在那里安家。
寇洛性明辨，不拘小節。正光末年，以北邊賊起，遂率鄉親避地於并州、肆州，因此跟從爾朱榮征討。及賀拔岳西征，洛與之鄉里，乃募從入關。破赤水蜀地，以功拜为中堅將軍、屯騎校尉、別將，封臨邑縣男，食邑二百戶。又從岳獲賊帥尉遲菩薩於渭水，破侯伏侯元進於百里細川，擒万俟醜奴於長坑。洛每次都力戰，並有功。加授龍驤將軍、都督，進爵安鄉縣子，累遷征北將軍、衛將軍。在平涼，以寇洛為右都督。
侯莫陳悅杀死贺拔岳后，欲吞并他的部衆。此時初喪元帥，軍中惶擾，寇洛于諸將之中，年龄最大，向来為衆人所相信，乃收集將士，志在復仇，共相糾合，遂全衆而反。抵达原州后，衆人都推举寇洛為盟主，統领贺拔岳的部衆。洛认为自己没有才能，坚决推辭，與趙貴等商議迎宇文泰。魏帝以洛有保全军队的功劳，任命为武衛將軍。宇文泰至平涼，以洛為右大都督。跟從討伐平定侯莫陳悅，拜涇州刺史。魏孝武西遷，進爵臨邑縣伯，食邑五百戶。尋進位驃騎大將軍、儀同三司，進爵為公，增邑五百戶。
大統初，魏文帝以寇洛以往的功劳，诏開府，進爵京兆郡公。封寇洛的母亲宋氏為襄城郡君。又轉領軍將軍。三年，出為華州刺史，加侍中。與獨孤信收復洛陽，移鎮弘農。四年，從宇文泰與東魏戰於河橋。軍還，洛率所部鎮守東雍。五年，卒于鎮，時年五十三。贈使持節、侍中、都督雍華豳涇原三秦二岐十州諸軍事、太尉、尚書令、驃騎大將軍、雍州刺史，諡曰武。

## 家庭
父：寇延壽
弟：寇紹，位至上柱國、北平郡公。
寇洛子：寇和，继承爵位。

## 外部連結
[在维基数据编辑]
 《周書·卷15》，出自令狐德棻《周書》
 《北史·卷059》，出自李延壽《北史》